# 中国における通信妨害
中国における通信妨害（ちゅうごくにおけるつうしんぼうがい）では、中国政府及び共産党の機関による検閲の一形態であるラジオ放送への妨害について述べる。多くの場合、ラジオ放送へ妨害は、ボイス・オブ・アメリカ（VOA）、ラジオ・フリー・アジア（RFA）、BBCワールドサービス、NHKワールド・ラジオ日本、および台湾に拠点を置く放送局を含む中国国外の放送局を標的にしている。

## 方法
通信妨害は、標的とする放送局と同じ周波数で無線信号を送信することによって行われる。中華人民共和国政府は、この方法によって短波放送を妨害しており、通常は音楽の放送、ドラムの演奏、またはその他の雑音によって妨害している。短波では、ジャミング音は中国の民族音楽、特に「火龍」と呼ばれる曲が、約1時間かけて流される。この1時間のオーディオクリップは、標的局と同一周波数で高出力で放送される。2007年に打ち上げられた人工衛星「中星6B」から各送信所に音源が送られている。インターネット上には高品質の録音も存在する。
フランスの防衛電子機器企業タレス・グループは、ジャミングに使われる短波放送機器を中国当局に売却することで、中国の検閲活動を支援したとして非難されている。これに対し同社は、機器の販売は民事目的であると回答した。

## 標的
1996年の放送開始以来、中国当局はラジオ・フリー・アジアへの妨害を続けている。2002年、アメリカ放送理事会は、中国語、広東語、チベット語、ウイグル語のサービスを含む「中国向けのVOAやRFAの短波放送は、ほとんどすべて妨害されている。」と報告した。
2008年には、オスロに拠点を置くチベットの声が、2008年のチベット動乱の際に、外部からの放送を遮断するために妨害電波を使用する機会が増え、無線通信の妨害が激しくなったと報じた。
この他の標的には、BBCワールドサービスや希望之声などがある。

## 反応
2011年には、BBCやVOAを含むいくつかの国際放送局が、経費削減と中国による妨害により中国向けの短波放送を縮小または終了する計画を発表した。BBCとVOAは、代わりにインターネットラジオへ多くの投資をすることを選択した。どちらもアメリカ国務省から資金援助を受けており、自由門やUltrasurfのようなインターネット検閲回避ソフトウェアを研究しており、中国の利用者が番組にオンラインでアクセスできるようにしている。
放送局はまた、妨害防止技術の使用を聴取者に呼びかけている。